# Дубас Павло Ілліч
Па́вло Іллі́ч Ду́бас (10 лютого 1894, с. Ражнів — 24 листопада 1972, м. Філадельфія, США) — поручник УГА. Командант транспорту ЗУНР. Після поразки визвольних змагань 1917—1921 років емігрував у США, брав активну участь у житті української діаспори. Один із засновників і член головної управи Української Стрілецької Громади США, дослідник історії рідного краю. Автор краєзнавчого дослідження.

### Дитячі та юнацькі роки
Народився 10 лютого 1894 року в с. Ражнів Бродівського повіту в родині місцевого рільника Іллі Дубаса та Катерини з роду Лисюк. Початкову освіту отримав в рідному селі. Важливу роль у майбутній долі Павла відіграв парох села Ражнів о. Лев Сілінський (1901—1918) — «священик-патріот», який «виховав продовж 18 років нову ґенерацію в українському дусі та прищепив у селі український патріотизм». Саме за порадою священика батьки віддали Павла навчатися до Цісарсько-королівської державної гімназії ім. кронпринца Рудольфа у Бродах. «Пам'ятай, що це він (о. Лев Сілінський) нас намовив, щоб ми тебе до гімназії послали, а пізніше вирвав тебе із рук кацапів і примістив в українській бурсі», — так говорила мати Катерина своєму синові. Василь Санат, Василь Щурат, Іван Созанський, Софрон Глібовицький, Филимон Мелянко, Михайло Гнатишин — це імена українських професорів Бродівської гімназії, під впливом яких формувався світогляд юного Павла. Згодом у своїй краєзнавчій праці він присвятить їм окремі розвідки.
Бродівську гімназію закінчив у 1914 році. Саме цього року розпочалася перша світова війна, яка спрямувала долю хлопця у військове русло.

### Військова служба
Маючи гімназійну освіту, Павло Дубас був направлений у австрійську старшинську школу в Єґерндорфі (Моравія), яку успішно закінчив. Служив у 90-му австрійському полку, що формувався в Ярославі (територія сучасної Польщі). Під час подій української революції, коли у 1918 році німецькі та австро-угорські війська були покликані Центральною Радою для підтримки у боротьбі з більшовиками, 90-й полк переїздить на Велику Україну. В складі цього військового формування старшина Павло Дубас перебував в Одесі, Кривому Розі, а потім і в Єлисаветграді (сучасний Кропивницький). Після отримання звісток про Листопадовий Зрив у Львові, полк, який складався переважно з поляків, вирішив повернутися до Ярослава, з подальшою метою посилити польські війська у війні проти Західноукраїнської Народної Республіки. Зрозумівши це, Павло Дубас разом з іншими українськими старшинами і в порозумінні з станційною командою у Волочиськах зупинили і роззброїли потяг, в якому їхали частини 90-го полку. Далі П. Дубас як командант транспорту припроваджував його до Тернополя, а звідти 18 листопада 1918 року повернувся до рідного села Ражнева. Там він застав вже нову владу — нового сільського війта о. Лева Сілінського. «Знаєш, він дочекався свого. Вісімнадцять літ говорив у церкві на кожній проповіді про Україну. За те ми його зробили першим українським війтом» — згадував у своїх спогадах Павло слова своєї матері про о. Лева Сілінського у листопаді 1918 року.
Від української влади, в особі свого наставника, Павло отримав доручення супроводжувати новобранців до м. Броди. Про свою зустріч з молодим старшиною (четарем) Павлом Дубасом у місті Броди згадував у своїх споминах ще один учасник національно-визвольних змагань Теодор Федусь із с. Шишківці. Згодом Павло Дубас відбув на українсько-польський фронт, де отримав призначення коменданта сотні 9-ї Белзької бригади. Обов'язки коменданта виконував з грудня 1918 до лютого 1919 року, коли в бою під Белзом був поранений.
Разом з Українською Галицькою Армією Павло Дубас пройшов тернистий шлях національно-визвольних змагань 1918—1920 років, посідаючи відповідальні посади і виконуючи важливі обов'язки. З жовтня 1919 року до лютого 1920 року був командантом етапної стаційної команди в м. Миньківці на Поділлі. З лютого до травня 1920 року — командант Переходового Відділу при Начальній Команді УГА в Балті.

### Діяльність на еміграції
У 1921 році доля закинула Павла Дубаса у США, де він оселився та брав активну участь у житті української громади. Навчався на факультеті дантистики Пенсільванського університету у Філадельфії, який закінчив 1926 року. Був одним з засновників і членом головної управи Української Стрілецької Громади в США. Також був членом Провірної Комісії Наділення Пропам'ятних Відзнак УГА в 1929 році.

### Краєзнавча діяльність
Працюючи лікарем-дантистом, Павло Дубас не полишав громадської праці, а також збирав матеріали про історію рідної Брідщини: записуючи свої спогади, опрацьовуючи доступні наукові праці з історії нашого краю, цікавлячись тогочасною дійсністю.
«Дехто думає, що реґіональні історики — „то якісь невинні диваки“. Але ці „диваки“ збирають зерно по зерні з нашої історії, наших традицій і таким чином пропагують любов до своєї батьківщини»
— так написав Павло Дубас в грудні 1967 року у вступному слові своєї краєзнавчої праці «Брідщина», яку присвятив своєму наставникові о. Леву Сілінському:
«В незабутню пам'ять присвячую йому цю історію, з додатком історії села Ражнева, в якому працював він разом зі своєю дружиною, Євгенією».
14 листопада 1968 року Павло Дубас передав для ознайомлення свою краєзнавчу працю своєму землякові Осипу Мазурку (уродженцю с. Конюшків), котрий, перечитавши її, переписав заголовки статей і повернув авторові. Дослідження «Брідщина» включало 130 позицій (разом з джерелами, мапами і показниками).
24 листопада 1972 року Павла Дубаса не стало, а його праця на деякий час загубилася. І лише завдяки старанням редколегії історично-мемуарного збірника «Броди і Брідщина» (Торонто-Онтаріо, 1988) її вдалося віднайти, а окремі розділи надрукувати у цьому збірнику. Деякі статті Павла Дубаса публікувалися також на сторінках газети «Броди вечірні». Проте, на превеликий жаль, повністю рукопис Павла Дубаса так і не був виданий. Очевидно, праця очікує свого часу.
Безумовно, що Павло Дубас був тим, хто твердо вірив в ідею незалежної Української Держави, і докладав усіх зусиль, щоб ця ідея стала дійсністю. Він належить до когорти тих людей, якими сьогодні гордиться Брідщина і вся Україна.